# Ilkahöhe
Die Ilkahöhe ist eine 726 m ü. NHN hohe Erhebung am Westufer des Starnberger Sees, oberhalb des südwestlich von Tutzing gelegenen Weilers Oberzeismering. Sie wurde in der Würmeiszeit vom Würmgletscher gebildet und ist ein Überbleibsel einer seiner Seitenmoränen. Aufgrund ihrer exponierten Lage ist die Ilkahöhe ein beliebter Aussichtspunkt. An klaren Tagen kann das Alpenpanorama von der Zugspitze bis hin zu den Chiemgauer Alpen gesehen werden.

## Herkunft des Namens
Ihren Namen hat die Ilkahöhe zu Ehren der Fürstin Ilka von Wrede, die im Krieg 1870/71 durch ihre Hilfstätigkeit für Verwundete eine Reihe bayerischer und preußischer Auszeichnungen erhalten hatte. 

## Ehemaliger Tempel
Etwas unterhalb der eigentlichen Ilkahöhe stand in einem kleinen Wäldchen ab dem späten 19. Jahrhundert ein Tempel zu Ehren von Eduard von Hallberger. Der Tempel wurde von Hallbergers Tochter Gabriele Gräfin Landberg „zum immer währenden Gedenken“ nach dem Tode Hallbergers erbaut. Architekt des Tempels war der Bauingenieur Engelbert Schnell. Der Tempel, der eine Bronzebüste Hallbergers enthielt, wurde stark beschädigt und schließlich in den 1970er Jahren abgerissen.

## Gut
Die Ilkahöhe gehört zu einem gleichnamigen Gutsbetrieb, der umfangreich land- und forstwirtschaftlich tätig ist und Eigenjagdrechte besitzt. Ende des 19. Jahrhunderts wurden bei der Erweiterung des Gutshofes einige der bestehenden alten Bauernhäuser abgerissen, so dass Oberzeismering heute fast nur aus dem Gutshof besteht.
Das ehemalige Forsthaus Ilkahöhe dient nicht mehr dem Forstbetrieb, sondern wird als Ausflugslokal mit Biergarten betrieben.
Neben dem ehemaligen Forsthaus befindet sich die kath. Filialkirche St. Nikolaus mit Friedhof, auf dem Benno Sterzenbach beerdigt ist.